# Ambrogio Morelli
Ambrogio Enrico Morelli (né le 4 décembre 1905 à Nerviano, dans la province de Milan et mort le 10 octobre 2000 dans la même ville) est un coureur cycliste italien de l'entre-deux-guerres.

## Biographie
Ambrogio Morelli est coureur professionnel de 1929 à 1938. Il remporte douze victoires au cours de sa carrière.

## Palmarès
- 1929
  - Targa d'Oro Città di Legnano
  - Trois vallées varésines
  - Milan-Sestri
  - Coppa Pomini
  - Coppa Giombini
  - 2e de la Coppa Bernocchi
  - 2e de la Targa Libero Ferrario
  - 10e du Tour d'Italie
  - 10e du Tour de Lombardie
- 1930
  -  Champion d'Italie des juniors-pro
  - Tour d'Ombrie
  - Tour du Piémont
  - 4e du Tour d'Italie
- 1931
  - 12e étape du Tour d'Italie
  - 8e du Tour d'Italie
- 1933
  - 5e étape du Tour de Catalogne
  - 2e du Tour de Catalogne
- 1934
  - 3e du Tour du Latium
  - 6e du Tour de France
- 1935
  - 16e et 20eb étapes du Tour de France
  - 2e du Tour de France
  - 10e du Tour d'Italie
- 1936
  - 7e du Tour d'Italie
- 1937
  - 9e du Tour d'Italie

## Résultats sur les grands tours

### Tour de France
4 participations
- 1932 : non-partant (19e étape)
- 1934 : 6e
- 1935 : 2e, vainqueur des 16e et 20eb étapes
- 1937 : abandon (2e étape)

### Tour d'Italie
10 participations
- 1929 : 10e
- 1930 : 4e
- 1931 : 8e, vainqueur de la 12e étape
- 1932 : 26e
- 1933 : 20e
- 1934 : 19e
- 1935 : 10e
- 1936 : 7e
- 1937 : 9e
- 1938 : abandon (3e étape)